# Birama Touré
Birama Touré (Kayes, 6 juni 1992) is een Malinese voetballer. Hij is een verdedigende middenvelder en speelt sinds 2017 voor AJ Auxerre.

## Spelerscarrière

### Jeugd
Birama Touré werd in 1992 geboren in Kayes. Hij groeide op in een gezin met zes kinderen. Toen hij vijf jaar oud was, emigreerde hij met zijn ouders naar het Franse Beauvais. In 2000 sluit hij er zich aan bij voetbalclub AS Beauvais. Aanvankelijk was hij een centrale verdediger, maar als tiener werd hij omgevormd tot een verdedigende middenvelder.

### AS Beauvais
In het seizoen 2010/11 maakte Touré zijn officieel debuut voor derdeklasser AS Beauvais. Op 30 april 2011 mag hij in de competitiewedstrijd tegen Gap FC invallen voor ploeggenoot Abdoulaye Diawara. Een seizoen later krijgt hij iets vaker speelkansen van trainer Alexandre Clément. In 2012 werd Beauvais op drie na laatste in de competitie, waardoor de club degradeerde.

### FC Nantes
Op 18 juni 2012 tekende Touré een contract voor drie seizoenen bij tweedeklasser FC Nantes. Hij dwong snel een plaats af in het eerste elftal en maakte op 4 augustus 2012 zijn debuut in de thuiswedstrijd tegen Nîmes Olympique. Twee maanden later scoorde hij tegen Dijon zijn eerste officiële doelpunt. Nantes zou het seizoen uiteindelijk afsluiten als derde en zo opnieuw naar Ligue 1 promoveren.
Aanvankelijk combineerde Touré zijn voetbalcarrière met zijn studies. De middenvelder studeerde Engels en Spaans, maar besloot in zijn derde jaar om de studies stop te zetten en zich te focussen op zijn voetbalcarrière.
Door de concurrentie met Kian Hansen en Rémi Gomis verloor Touré zijn plaats bij Nantes. In het seizoen 2014/15 werd hij voor een seizoen uitgeleend aan tweedeklasser Stade Brestois. Hij kwam er 22 keer in actie alvorens terug te keren naar Nantes, dat voor zijn uitleenbeurt besloten had om zijn contract tot 2017 te verlengen.

### Standard Luik
Op 15 juni 2016 tekende Touré een contract voor vier seizoenen bij Standard Luik.

## Nationale ploeg
Op 5 maart 2014 kwam Touré voor de eerste keer in actie voor het Malinees voetbalelftal. Hij mocht toen meespelen in een interland tegen Senegal (1–1).
3 Osho ·
4 Jubal  ·
6 Agouzoul ·
8 Buayi-Kiala ·
9 Bair ·
10 Perrin ·
11 Maddy ·
12 Oppegård ·
14 Mensah ·
16 Léon ·
17 Sinayoko ·
18 Dioussé ·
19 Ayé ·
20 Diomandé ·
21 Coulibaly ·
23 Hoever ·
24 N'Gatta ·
25 Traorè ·
26 Joly ·
27 Danois ·
30 Negrel ·
37 Adicéam ·
40 De Percin ·
42 Owusu ·
45 Onaiwu ·
80 Massengo ·
92 Akpa ·
Coach: Pélissier